# بوئی برگدال
بوئی برگدال (۲۸ مارچ ۱۹۸۶) سرباز ارتش آمریکا است که به مدت پنج سال در اسارت گروه حقانی وابسته به طالبان اسیر بود و در ۳۱ ماه می ۲۰۱۴ با پنج زندانی طالبان در گوانتانامو مبادله شد. در پی آزادی وی پرسش های زیادی در باره نحوه اسارت یا فرار وی از خدمت سربازی در افغانستان و نیز سیاست دولت امریکا مبنی بر عدم مذاکره با گروه طالبان مطرح گردید.